# Japan Open 1985
Die Japan Open 1985 im Badminton fanden vom 22. bis zum 27. Januar 1985 in Kiryuu und Tokio statt.

## Finalergebnisse
| Disziplin    | Sieger                         | Finalist                    | Ergebnis         |
| ------------ | ------------------------------ | --------------------------- | ---------------- |
| Herreneinzel | Zhao Jianhua                   | Han Jian                    | 15-10, 15-3      |
| Dameneinzel  | Wu Jianqiu                     | Kirsten Larsen              | 11-7, 8-11, 11-7 |
| Herrendoppel | Park Joo-bong Kim Moon-soo     | Christian Hadinata Hadibowo | 17-16, 15-2      |
| Damendoppel  | Kim Yun-ja Yoo Sang-hee        | Guan Weizhen Wu Jianqiu     | 15–5, 15–3       |
| Mixed        | Billy Gilliland Gillian Gowers | Martin Dew Gillian Gilks    | 15-10, 18-15     |